# Ellisembia vaginata
Ellisembia vaginata är en svampart som beskrevs av McKenzie 1995. Ellisembia vaginata ingår i släktet Ellisembia, klassen Sordariomycetes, divisionen sporsäcksvampar och riket svampar.   Inga underarter finns listade i Catalogue of Life.